# Comuna de Gogolin
Gogolin (polaco: Gmina Gogolin) é uma gminy (comuna) na Polónia, na voivodia de Opole e no condado de Krapkowicki. A sede do condado é a cidade de Gogolin.
De acordo com os censos de 2004, a comuna tem 11 902 habitantes, com uma densidade 118,4 hab/km².

## Área
Estende-se por uma área de 100,51 km², incluindo:
- área agricola: 45%
- área florestal: 33%

## Demografia
Dados de 30 de Junho 2004:
|                      | Total   | Total | Mulheres | Mulheres | Homens  | Homens |
| -------------------- | ------- | ----- | -------- | -------- | ------- | ------ |
|                      | pessoas | %     | pessoas  | %        | pessoas | %      |
| População            | 11 975  | 100   | 6178     | 51,6     | 5797    | 48,4   |
| Densidade (pop./km²) | 119,1   | 100   | 61,5     | 61,5     | 57,7    | 57,7   |

De acordo com dados de 2002, o rendimento médio per capita ascendia a 2077,78 zł.

## Subdivisões
- Chorula, Dąbrówka, Górażdże, Kamień Śląski, Kamionek, Malnia, Obrowiec, Odrowąż, Zakrzów.

## Comunas vizinhas
- Izbicko, Krapkowice, Strzelce Opolskie, Strzeleczki, Tarnów Opolski, Zdzieszowice